# Effet Mikheïev-Smirnov-Wolfenstein
En astrophysique, l'effet Mikheïev-Smirnov-Wolfenstein (effet MSW) des neutrinos est un mécanisme ayant été décrit par le physicien américain Lincoln Wolfenstein (en) en 1978 et poursuivie par les physiciens soviétiques Stanislav Mikheïev et Alekseï Smirnov en 1985 et 1986. Mécanisme expliquant un renforcement de l'oscillation des neutrinos solaires de saveurs différentes en raison de la variation progressive de la densité de matière traversée au cours de leur trajet du centre du Soleil où ils sont produits, vers l'espace interplanétaire. Plus tard, en 1986, le physicien néozélandais Stephen Parke (en) de Fermilab a fourni le premier traitement complet d'analyse de cet effet.